# Jordi Balk
Jordi Balk (Cothen, 26 april 1994) is een Nederlands voetballer die bij voorkeur als verdediger speelt.

## Clubcarrière
In 2014 speelde hij in Schotland voor Ross County FC, dat hem transfervrij overnam van FC Utrecht. Op 16 augustus 2014 maakte Balk zijn debuut in het betaalde voetbal door in de verloren wedstrijd tegen Kilmarnock FC 90 minuten te spelen. Op 13 november werd zijn contract ontbonden.
In januari 2015 sloot hij voor het restant van het seizoen 2014/15 aan bij FC Oss waar hij al meetrainde. Medio 2017 ging Balk naar het Ierse St. Patrick's Athletic. Vanaf januari 2018 komt hij uit voor FC Lienden.
In januari 2019 besloot Balk te vertrekken bij FC Lienden, nadat in december 2018 bekend werd dat de hoofdsponsoren van FC Lienden zich terugtrokken. In januari 2019 ging hij bij VV DUNO spelen. Een half jaar later ging hij naar VV DOVO.

## Statistieken
| Seizoen         | Club                   |                    | Competitie       | Competitie | Competitie | Beker | Beker | Play-offs | Play-offs | Totaal | Totaal |
| Seizoen         | Club                   | Wed.               | Competitie       | Dlp.       | Wed.       | Dlp.  | Wed.  | Dlp.      | Wed.      | Dlp.   |        |
| --------------- | ---------------------- | ------------------ | ---------------- | ---------- | ---------- | ----- | ----- | --------- | --------- | ------ | ------ |
| 2014/15         | Ross County FC         | Vlag van Schotland | Premiership      | 4          | 0          | 1     | 0     | –         | –         | 5      | 0      |
| Club totaal     | Club totaal            | Club totaal        | Club totaal      | 4          | 0          | 1     | 0     | –         | –         | 5      | 0      |
| 2014/15         | FC Oss                 | Vlag van Nederland | Eerste divisie   | 18         | 0          | 0     | 0     | 2         | 0         | 20     | 0      |
| 2015/16         | FC Oss                 | Vlag van Nederland | Eerste divisie   | 33         | 0          | 0     | 0     | –         | –         | 33     | 0      |
| 2016/17         | FC Oss                 | Vlag van Nederland | Eerste divisie   | 18         | 1          | 0     | 0     | –         | –         | 18     | 1      |
| Club totaal     | Club totaal            | Club totaal        | Club totaal      | 69         | 1          | 0     | 0     | 2         | 0         | 71     | 1      |
| 2017            | St. Patrick's Athletic | Vlag van Ierland   | Premier Division | 12         | 1          | 0     | 0     | –         | –         | 12     | 1      |
| Club totaal     | Club totaal            | Club totaal        | Club totaal      | 12         | 1          | 0     | 0     | –         | –         | 12     | 1      |
| 2017/18         | FC Lienden             | Vlag van Nederland | Tweede divisie   | 15         | 0          | –     | –     | –         | –         | 15     | 0      |
| 2018/19         | FC Lienden             | Vlag van Nederland | Tweede divisie   | 13         | 0          | 1     | 0     | -         | -         | 14     | 0      |
| Club totaal     | Club totaal            | Club totaal        | Club totaal      | 28         | 0          | 1     | 0     | –         | –         | 29     | 0      |
| Carrière totaal | Carrière totaal        | Carrière totaal    | Carrière totaal  | 113        | 2          | 2     | 0     | 2         | 0         | 117    | 2      |

Bijgewerkt t/m 8 januari 2019